# Dime (Acaya)

Mapa de la antigua Acaya. Dime estaba al norte, cerca de Óleno.

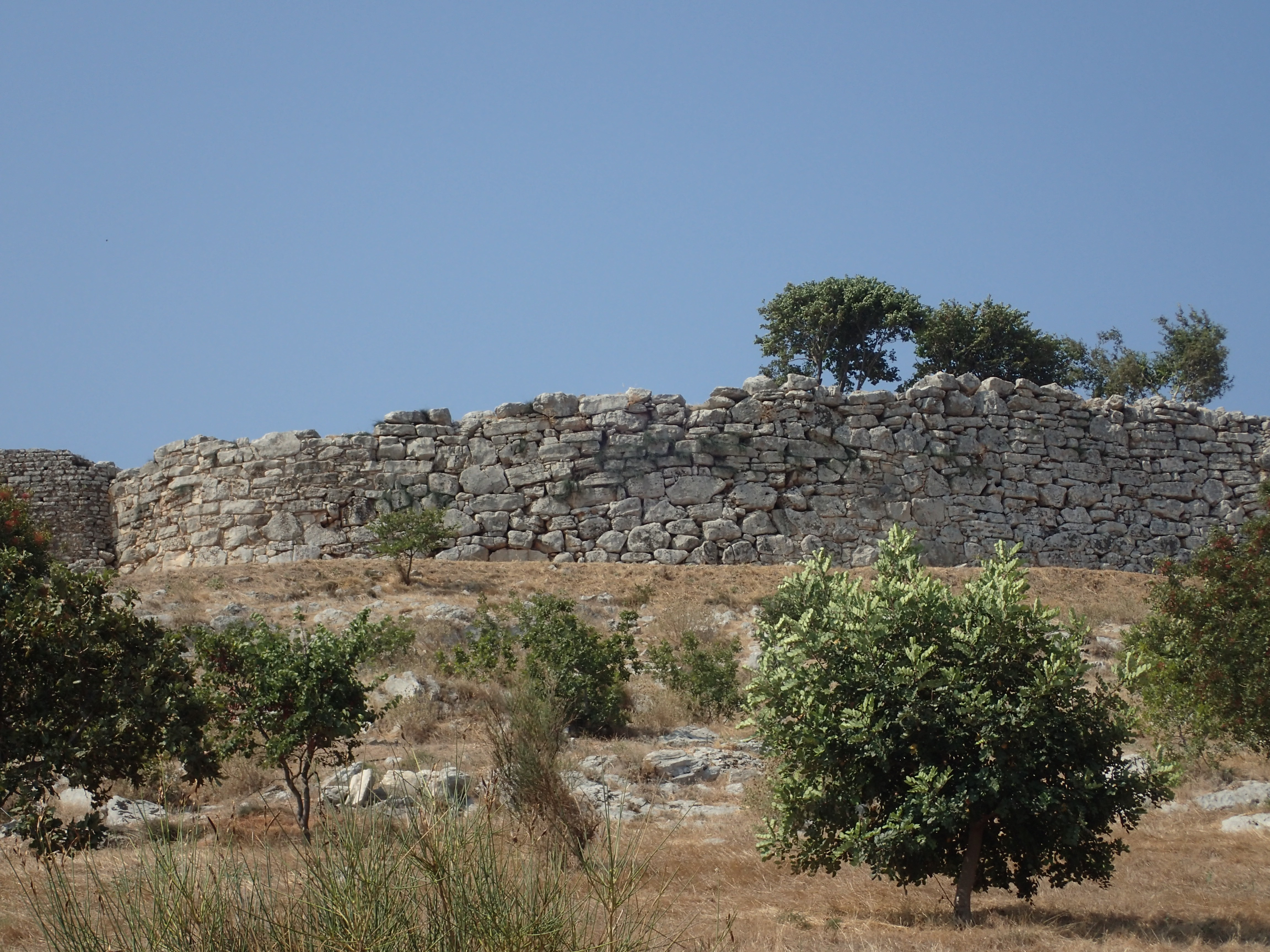
Restos del «Fuerte Dimeo», una defensa del periodo micénico que se halla en Kalogria, cerca del cabo Araxos, varios kilómetros al oeste de la antigua ciudad de Dime.

Dime (a veces transcrito erróneamente Dyme; en griego, Δύμη) fue una ciudad de Acaya, la más occidental de las doce ciudades aqueas, miembros de la Liga Aquea.

## Ubicación y territorio
Estaba situada en la costa noroeste, cercana al cabo Araxos, y a corta distancia del río Lariso, que separaba su territorio de Élide. El gentilicio de los habitantes de Dime es dimeos.
Los territorios de los dimeos, eleos y triteos, confluían según Estrabón, en el Escolis, un macizo montañoso que distaba 18,5 km de Dime, y que lindaba con el Lampea, otro monte arcadio.
Este territorio se llamaba Dimea y era rico en hierro. Cerca del promontorio del cabo Araxos existía una fortaleza (Τείχος Δυμαίων) que la leyenda decía que fue fundada por Heracles cuando combatió a los eleos, y que se sabe que fue ocupada por los mismos, dirigidos por Eurípidas en 220 a. C., tras haber derrotado a Mico de Dime, comandante segundo de los aqueos. Después fue recuperada por Filipo V de Macedonia y devuelta a Dime (219 a. C.) Esta fortaleza se identifica con unos restos de muros ciclópeos del periodo micénico hallados en Kalogria, que rodeaban un recinto en el que se han encontrado restos que van desde el periodo neolítico hasta la época romana. Las otras dos ciudades del territorio (entre la ciudad y la frontera de la Élide) fueron Hecatombeo (en latín Hecatombaeon, en griego Hekatombaion) y Langón, pero esta última pasó a los eleos en fecha indeterminada.

## Historia
La ciudad se formó por la unión de ocho lugares, de los cuales solamente es mencionada Téutea, pero es posible que Palea y Estrato, nombres dados alternativamente a la ciudad, correspondieran a alguno de los ocho lugares. Según Pausanias «en los más antiguos tiempos era llamada Palea, pero cuando ya la tenían los jonios, le pusieron su nombre actual». Estrabón refleja la opinión de Hecateo de Mileto, quien calificaba a Dime como epea o aquea, y afirmaba que los epeos, pueblo diferente a los eleos, se asociaron con ellos para constituir un Estado, cuyo dominio se extendía hasta Dime. Dice también, que aunque «Homero no nombra Dime, no es inverosímil que esta ciudad estuviera bajo la autoridad de los epeos y que posteriormente pasara a manos de los jonios, o si no a la de los aqueos que se apoderaron de su territorio».
Con respecto al origen del nombre, Estrabón la relaciona con el hecho de que era la más occidental de todas las ciudades de Acaya mientras Pausanias dice que su nombre se debía a una mujer llamada Dime o a un personaje llamado Dimante, hijo de Egimio.
A la muerte de Alejandro Magno cayó en manos de Casandro, pero sus tropas fueron expulsadas por Aristodemo, general de Antígono en 314 a. C. En la olimpiada 124.ª (285-281 a. C.) Dime fue, junto con Patras, Tritea y Faras, una de las cuatro primeras ciudades que reconstruyeron la Liga Aquea. Por la misma época la ciudad incrementó su población al instalarse allí los habitantes de Óleno, que habían abandonado la suya.
En Dime, en el paraje denominado Hecatombeo, los aqueos, dirigidos por Arato de Sición, fueron derrotados por Cleómenes III de Esparta (verano de 226 a. C.), quien tras su victoria entró en Langon (224 a. C.). Desde 220 a. C. el territorio de la ciudad fue devastado varias veces por los eleos. Durante la guerra entre Macedonia y Roma, fue saqueada por los romanos al comienzo del siglo II a. C.
Tras esto se fue despoblando, y estaba prácticamente vacía en el siglo I a. C., cuando en el 67 a. C., Pompeyo estableció un gran número de piratas cilicios, pero en las guerras civiles siguientes, los piratas allí instalados fueron atacados o expulsados y muchos retomaron el antiguo oficio.
Estrabón y Plinio el Viejo la nombran como colonia romana pero lo único que se sabe de cierto es que Augusto la puso bajo dependencia de Patras, que sí que fue colonia romana. No se conoce ningún otro caso aparte de Patras que tuviera un gobierno autónomo como el que permitía el rango colonial.
Posteriormente, a fines de la antigüedad tardía y principios de la época medieval, el topónimo Dime cayó en desuso y su territorio acabó siendo conocido por los nombres de Morea o de Acaya, de manera que se confundía con el nombre que se asignaba a toda la región. Esta última denominación de Acaya fue la que se conservó hasta la actualidad ya que los restos de Dime se han encontrado en la población moderna de Kato Achaïa.

## Lugares de culto
Según Pausanias, en Dime había un templo de Atenea con un xoanon, un santuario de Dindimene, y otro de Atis.